# Mihael Mikić
Mihael Mikić (ur. 6 stycznia 1980 w Zagrzebiu) – chorwacki piłkarz grający na pozycji pomocnika. Wychowanek klubu NK Bistra, od 2009 roku zawodnik Sanfrecce Hiroszima.